# Piotr Rzepka
Piotr Adam Rzepka (ur. 13 września 1961 w Koszalinie) – polski piłkarz, reprezentant Polski, trener.

## Życiorys
W ekstraklasie w Bałtyku Gdynia rozegrał 188 spotkań, zdobywając 22 bramki, najwięcej spośród zawodników w ekstraklasowym Bałtyku. W 1980 wraz z reprezentacją juniorów zdobył wicemistrzostwo Europy U-18. Grając w Górniku Zabrze wystąpił między innymi przeciwko Realowi Madryt i Juventusowi. Następnie wyjechał do Francji gdzie grał w SC Bastia, En Avant Guingamp, FC Annonay oraz AC Ajaccio. Po powrocie z Francji kontynuował karierę w Arce Gdynia, gdzie w sezonie 1997/98 strzelił 27 bramek, zostając najskuteczniejszym zawodnikiem w historii tego klubu. W latach 2006–2008 był trenerem GKS Jastrzębie, z którym po siedemnastu latach powrócił do drugiej ligi. Po półrocznej pracy w Odrze Opole, od lipca 2009 do końca rundy jesiennej sezonu 2010/2011 był trenerem drugoligowego Bałtyku Gdynia. Od 25 czerwca 2011 do 30 czerwca 2013 był trenerem GKS Bogdanka. W 2014 trener Arki Gdynia.

### Reprezentacja Polski
| Lp. | Data             | Miejsce   | Przeciwnik | Rezultat | Rozgrywki  | Grał   | Uwagi        |
| --- | ---------------- | --------- | ---------- | -------- | ---------- | ------ | ------------ |
| 1.  | 25 stycznia 1981 | Tokio     | Japonia    | 2-0      | towarzyski | do 45' | Żółta kartka |
| 2.  | 27 stycznia 1981 | Tokushima | Japonia    | 4-2      | towarzyski | od 46' |              |
| 3.  | 30 stycznia 1981 | Nagoya    | Japonia    | 4-1      | towarzyski | od 46' | Gol          |
| 4.  | 1 lutego 1981    | Tokio     | Japonia    | 3-0      | towarzyski | do 45' |              |
| 5.  | 7 lutego 1989    | San José  | Kostaryka  | 4-2      | towarzyski | od 62' |              |
| 6.  | 12 lutego 1989   | Gwatemala | Gwatemala  | 1-0      | towarzyski | od 46' |              |
| 7.  | 14 lutego 1989   | Puebla    | Meksyk     | 1-3      | towarzyski | do 45' |              |